# 上原舞
上原 舞（うえはら まい、1981年2月14日 - ）は、日本のAV女優、ストリッパー。
神奈川県出身。2000年4月23日『噂のピーチガール』でデビューした。並行してストリッパーとしても活動した。

## 出演作品

### アダルトビデオ
- 噂のピーチガール（2000年4月23日、宇宙企画）デビュー作
- 欲情ヌードハニー（2000年5月21日、宇宙企画）
- 悲泣レイプ（2001年2月1日、MOODYZ）
- スペルマカクテル（2001年3月21日、ジーオーティー）
- 淫フライト（2001年4月1日、MOODYZ）
- dress 魅惑のドレスコレクション（2001年5月1日、MOODYZ）
- OFFICE LADY（2001年8月1日、MOODYZ）
- 裏アイドル 上原舞（2001年8月24日、VIP）
- Imitation Sex バイブに夢中（2001年10月11日、ジーオーティー）
- 注射違反取締り中（2001年12月6日、ジーオーティー）
- クアトロプロジェクト 9（2002年1月7日、麒麟堂）
- マウス to ♂（2002年3月20日、ジーオーティー）
- 11人のカリスマアイドルとLOVE2●デート（2002年4月20日、宇宙企画）
- 美少女　DX（2002年9月6日、幻映舎）
- ラブひめに中出し連発! VOL.2（2002年9月17日、バーチャルウェーブ）
- five Doors（2002年10月18日、アクティブワン）
- ウェートレス舞の痴女接待 バーチャルセックス（2002年11月1日、バーチャルウェーブ）
- 生撮りオナニー20連発 女子校生編（2003年1月10日、笠倉出版社）
- BEST RE-MIX 5 美少女ノンストップ（2003年2月7日、バーチャルウェーブ）
- ハッピーデートDX3（2003年7月2日、ワンズファクトリー）
- Beast 上原舞の巨乳でごめんなさい（2003年11月20日、ビースト企画）
- LOVE TEENS ラヴ・ティーンズ（2005年2月18日、デジタルバンク）
- 緊締美玩伝説（TAKE ON）